# 大相撲令和4年3月場所
大相撲令和4年3月場所（おおずもうれいわよねん3がつばしょ）は、2022年（令和4年）3月13日から3月27日までの15日間、大阪府大阪市浪速区のエディオンアリーナ大阪（大阪府立体育会館）で開催された大相撲本場所である。

## 概要
大相撲令和2年3月場所から2年ぶりに大阪で開催された。この場所は人数制限を設けた上で有観客で開催の予定で、大阪場所での有観客は3年ぶりとなった。
3月場所に関する時系列
- 2021年12月2日 - 日本相撲協会は2日に両国国技館で理事会を開き、この場所について入場定員数を通常の75%にすると発表した。芝田山広報部長によると、5000人から5500人になる見通し[3]。

以下2022年
- 2月14日 - 芝田山広報部長は、前年同様前相撲を中止することを明かした。同場所前に新弟子検査を受けた新弟子は、書類を提出した順に5月場所の番付に載ることとなった[4]。
- 3月16日 - 西前頭5枚目・石浦が休場。
- 3月18日 - 東横綱・照ノ富士が休場。
- 3月19日 - 西前頭13枚目・千代の国が休場。
- 3月23日 - 石浦が再出場。
- 3月24日 - 千代の国が再出場。

## 番付・星取表
勝ち越し、      負け越し。※赤文字は優勝力士の成績。

### 幕内
| 東方                   | 東方      | 東方     | 番付   | 西方     | 西方      | 西方            |
| 備考                   | 成績      | 力士名   | 番付   | 力士名   | 成績      | 備考            |
| ---------------------- | --------- | -------- | ------ | -------- | --------- | --------------- |
|                        | 3勝3敗9休 | 照ノ富士 | 横綱   |          |           |                 |
| カド番                 | 9勝6敗    | 正代     | 大関   | 貴景勝   | 8勝7敗    | カド番          |
|                        |           |          | 大関   | 御嶽海   | 11勝4敗   | 新大関 優勝次点 |
| 新関脇 幕内優勝 技能賞 | 12勝3敗   | 若隆景   | 関脇   | 阿炎     | 8勝7敗    | 新関脇          |
| 新小結                 | 4勝11敗   | 隆の勝   | 小結   | 豊昇龍   | 8勝7敗    | 新小結          |
|                        | 8勝7敗    | 大栄翔   | 前頭1  | 宇良     | 4勝11敗   |                 |
|                        | 9勝6敗    | 逸ノ城   | 前頭2  | 玉鷲     | 7勝8敗    |                 |
|                        | 6勝9敗    | 阿武咲   | 前頭3  | 明生     | 1勝14敗   |                 |
|                        | 10勝5敗   | 霧馬山   | 前頭4  | 遠藤     | 8勝7敗    |                 |
|                        | 6勝9敗    | 宝富士   | 前頭5  | 石浦     | 2勝7敗6休 |                 |
|                        | 9勝6敗    | 北勝富士 | 前頭6  | 琴ノ若   | 11勝4敗   | 敢闘賞 優勝次点 |
| 優勝同点 敢闘賞        | 12勝3敗   | 髙安     | 前頭7  | 隠岐の海 | 5勝10敗   |                 |
|                        | 5勝10敗   | 千代翔馬 | 前頭8  | 佐田の海 | 5勝10敗   |                 |
|                        | 9勝6敗    | 翔猿     | 前頭9  | 若元春   | 9勝6敗    |                 |
|                        | 8勝7敗    | 志摩ノ海 | 前頭10 | 碧山     | 7勝8敗    |                 |
|                        | 7勝8敗    | 妙義龍   | 前頭11 | 照強     | 8勝7敗    |                 |
|                        | 9勝6敗    | 琴恵光   | 前頭12 | 千代大龍 | 7勝8敗    |                 |
|                        | 5勝10敗   | 千代丸   | 前頭13 | 千代の国 | 5勝6敗4休 |                 |
| 再入幕                 | 9勝6敗    | 琴勝峰   | 前頭14 | 豊山     | 7勝8敗    |                 |
|                        | 4勝11敗   | 天空海   | 前頭15 | 栃ノ心   | 9勝6敗    |                 |
| 再入幕                 | 9勝6敗    | 錦木     | 前頭16 | 荒篤山   | 7勝8敗    | 新入幕          |
| 再入幕                 | 7勝8敗    | 輝       | 前頭17 | 一山本   | 8勝7敗    |                 |

### 十両
| 東方   | 東方    | 東方   | 番付   | 西方     | 西方    | 西方   |
| 備考   | 成績    | 力士名 | 番付   | 力士名   | 成績    | 備考   |
| ------ | ------- | ------ | ------ | -------- | ------- | ------ |
|        | 10勝5敗 | 王鵬   | 十両1  | 剣翔     | 7勝8敗  |        |
|        | 10勝5敗 | 東龍   | 十両2  | 英乃海   | 8勝7敗  |        |
|        | 4勝11敗 | 魁聖   | 十両3  | 東白龍   | 7勝8敗  |        |
|        | 5勝10敗 | 朝乃若 | 十両4  | 魁勝     | 5勝10敗 |        |
|        | 7勝8敗  | 大奄美 | 十両5  | 錦富士   | 7勝8敗  |        |
|        | 12勝3敗 | 翠富士 | 十両6  | 松鳳山   | 4勝11敗 |        |
|        | 10勝5敗 | 水戸龍 | 十両7  | 德勝龍   | 7勝8敗  |        |
|        | 8勝7敗  | 矢後   | 十両8  | 大翔丸   | 5勝10敗 |        |
|        | 10勝5敗 | 大翔鵬 | 十両9  | 武将山   | 6勝9敗  |        |
|        | 11勝4敗 | 北の若 | 十両10 | 美ノ海   | 5勝10敗 |        |
|        | 7勝8敗  | 平戸海 | 十両11 | 炎鵬     | 10勝5敗 |        |
|        | 4勝11敗 | 白鷹山 | 十両12 | 熱海富士 | 7勝8敗  | 新十両 |
| 再十両 | 13勝2敗 | 竜電   | 十両13 | 島津海   | 8勝7敗  | 新十両 |
| 再十両 | 7勝8敗  | 貴健斗 | 十両14 | 琴裕将   | 4勝11敗 |        |

## 優勝争い
9日目を終え、勝ちっぱなしは平幕の髙安。それを1敗で大関・御嶽海、関脇・若隆景、平幕・琴ノ若が追う展開であった。
10日目に御嶽海は北勝富士に寄り切られ、2敗に後退。
11日目には、勝ちっぱなしの髙安は関脇・若隆景に敗れる。また、1敗の琴ノ若が貴景勝に敗れ、2敗に後退。
この時点で、若隆景と髙安が1敗、御嶽海と琴ノ若が2敗、貴景勝が3敗という形となった。
12日目に、貴景勝は正代に寄り切られ、優勝争いから後退。若隆景は琴ノ若を、髙安は御嶽海を破り、2敗力士はそろって3敗に後退した。
13日目には、御嶽海が若隆景を一気の相撲で勝利。髙安は貴景勝を激戦の末、上手投げで破ったことにより、髙安が1敗で単独トップに躍り出た。
14日目に、1敗の髙安はカド番脱出をかける正代に挑むも、土俵際のすくい投げに敗れ、2敗に後退。
御嶽海と琴ノ若の3敗同士の対決は琴ノ若が双差しからの押し出しで勝利し、御嶽海は優勝争いから脱落した。
結びの貴景勝と若隆景の一番は、若隆景が土俵際まで押し込まれるも、怒涛の逆襲で寄り切りで勝利。
14日目を終え、2敗の若隆景、髙安、3敗の琴ノ若の3人に優勝は絞られた。
千秋楽、琴ノ若は7勝7敗と勝ち越しをかける豊昇龍に挑むも、下手出し投げで敗れ、優勝争いから脱落。
髙安も7勝7敗の阿炎に挑むも、阿炎の猛攻の前に敗れた。
若隆景は千秋楽結びの一番で正代に挑むも、正代の圧力の前に寄り切られ、3敗に後退。これにより、若隆景と髙安の優勝決定戦となった。
優勝決定戦では、両者激戦の末、髙安が若隆景を土俵際まで追い込むも、若隆景は驚異の粘りを見せ、逆転の上手出し投げで髙安を破り、優勝を決めた。

## 備考
横綱・照ノ富士は大栄翔、玉鷲に敗れるなど、不調であり、右かかと、左膝の負傷で途中休場となった。横綱としての休場はこれが初である。
カド番の大関は、貴景勝は11日目にカド番を脱出するも、その後は4連敗となり、8勝7敗で場所を終えた。
正代は、初日から4連敗を喫するも、7日目から6連勝と復調し、14日目にカド番を脱出した。カド番大関が初日から4連敗しながらもカド番を脱したのは史上初の事であった。
若隆景は新関脇優勝を果たした、これは双葉山以来、実に86年ぶりのことであった。
三賞は、敢闘賞に優勝争いに加わった琴ノ若と高安が受賞。技能賞は若隆景が受賞した。
殊勲賞は若隆景が千秋楽の本割に勝利し、優勝した場合に受賞するという条件が付けられた。若隆景は千秋楽、本割に正代に敗北し、殊勲賞は受賞できなかった。
十両は、初日から8連勝した竜電を北の若、王鵬、東龍、翠富士らが追う展開となった。千秋楽まで3敗を守った翠富士が2敗の竜電を追うも、竜電が水戸龍を破り、13勝2敗で十両優勝を決めた。